# Liste der Gemeinden in der Provinz Segovia
Die spanische Provinz Segovia hat 209 Gemeinden (Stand 1. Januar 2019).

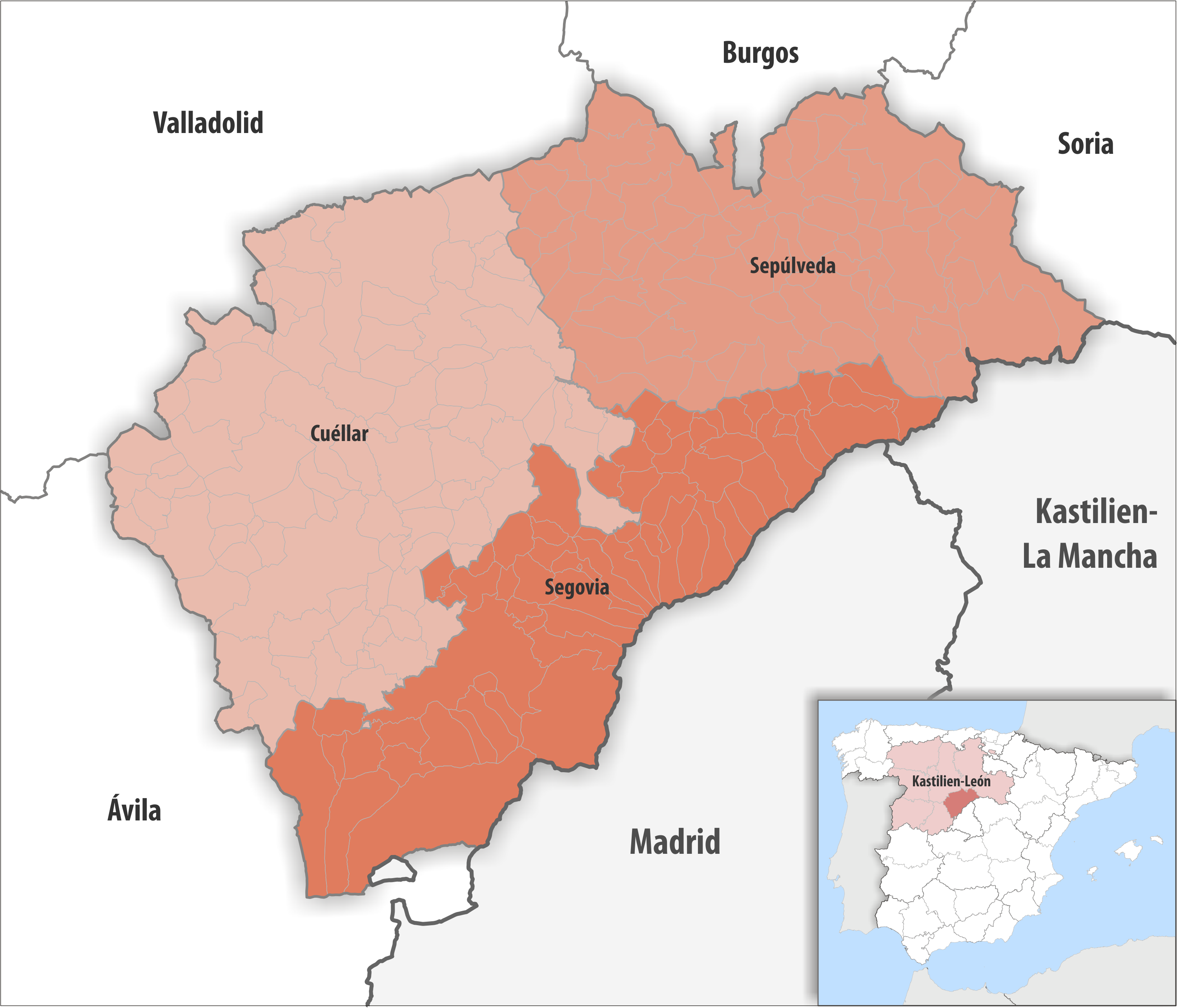
Comarcas in der Provinz Segovia

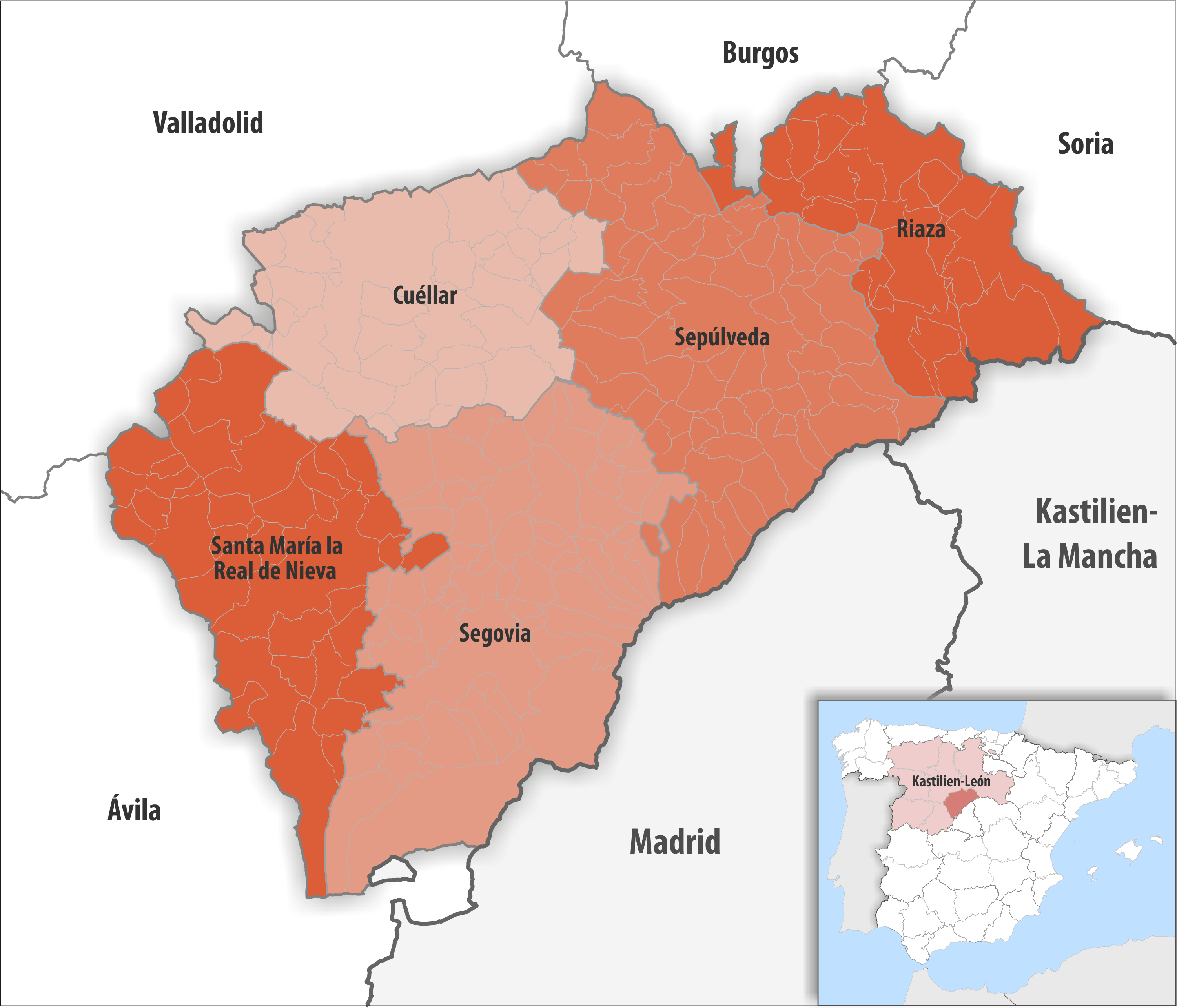
Gerichtsbezirke in der Provinz Segovia

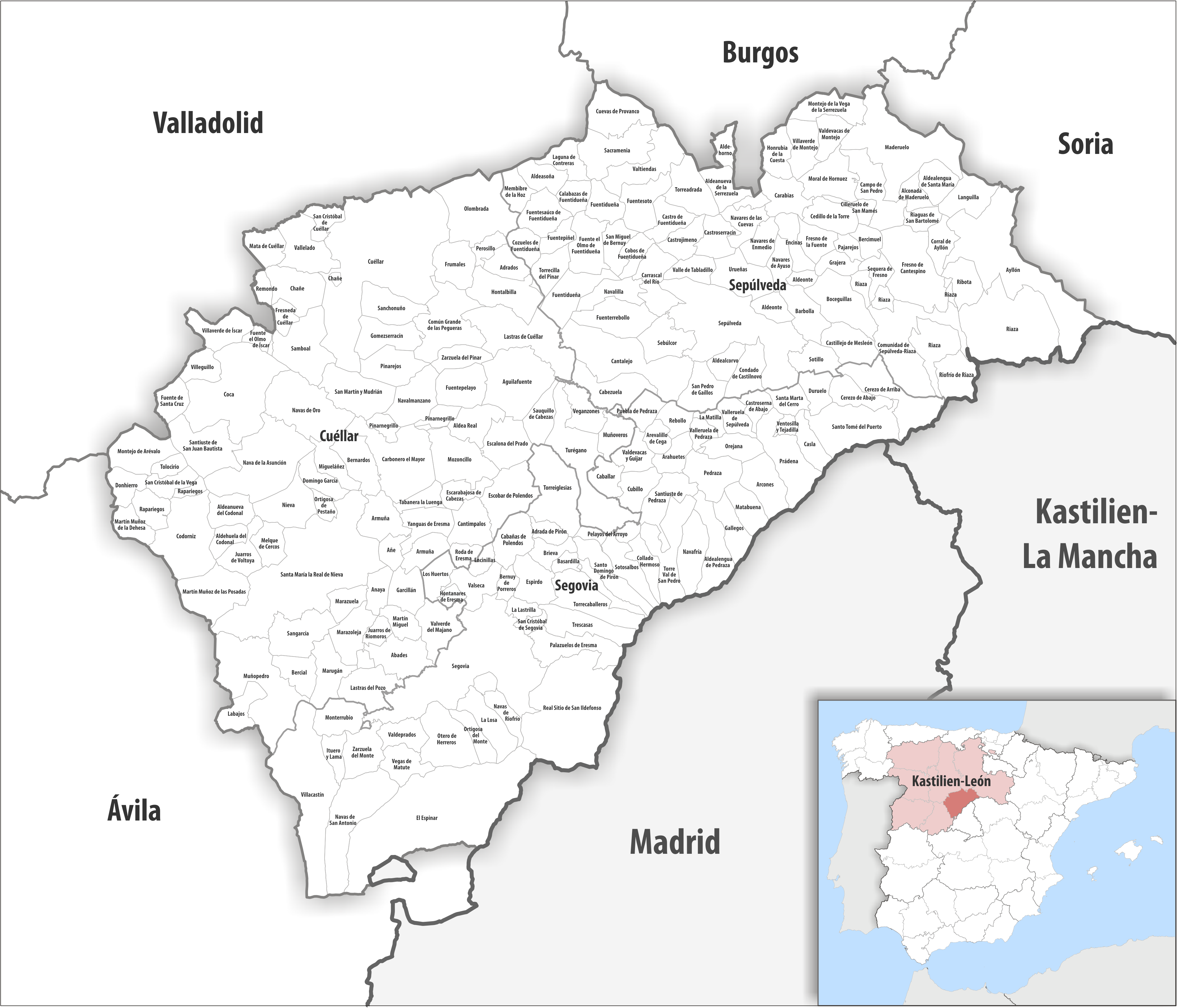
Gemeinden und Comarcas in der Provinz Segovia

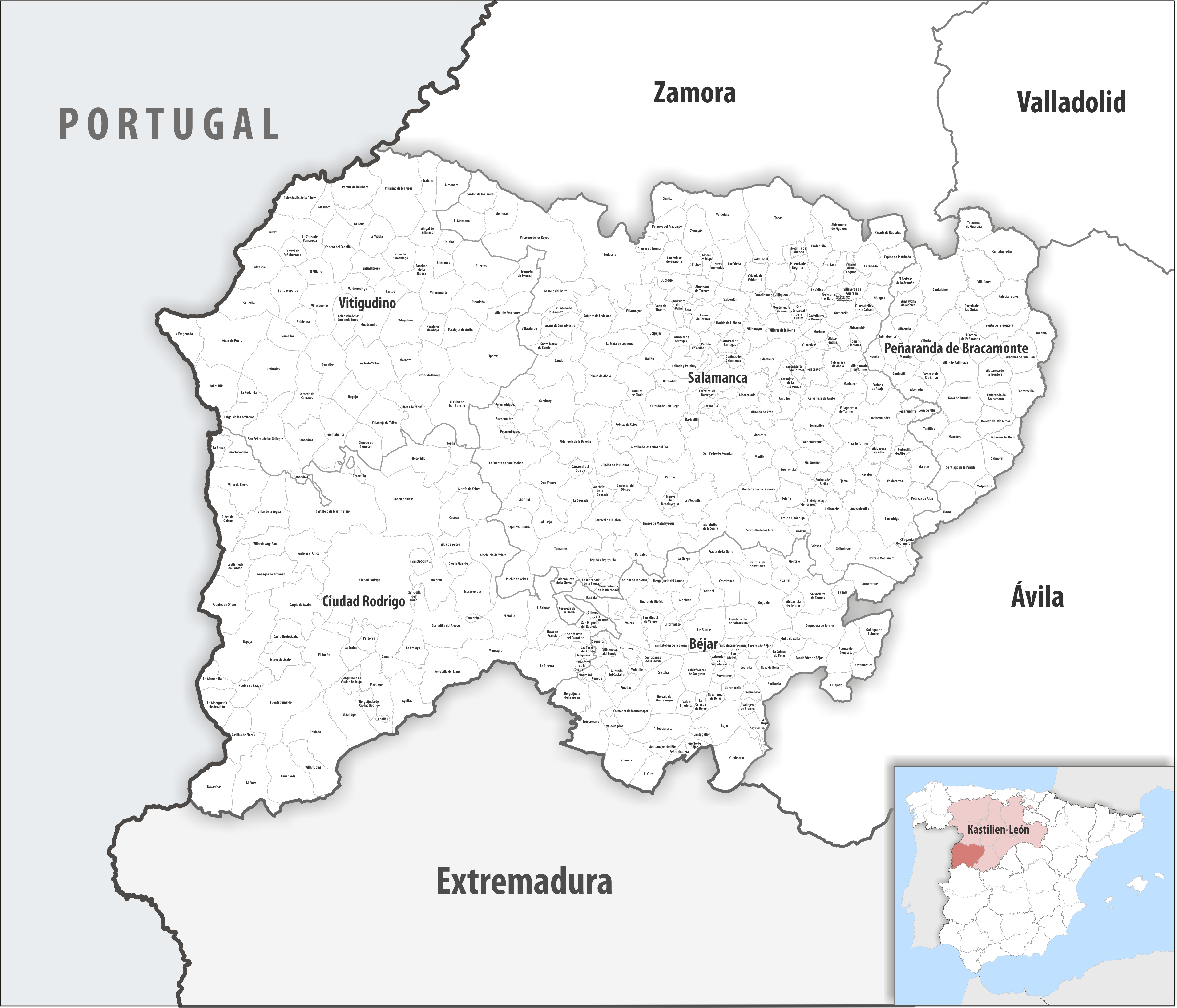
Gemeinden und Gerichtsbezirke in der Provinz Segovia

| Wappen | Gemeinden                           | Einwohner (2024) | Fläche km² | Dichte Einw./km² | Cod INE | Comarca   | Gerichtsbezirk               |
| ------ | ----------------------------------- | ---------------- | ---------- | ---------------- | ------- | --------- | ---------------------------- |
|        | Abades                              | 859              | 31,98      | 27               | 40001   | Cuéllar   | Segovia                      |
|        | Adrada de Pirón                     | 40               | 10,72      | 4                | 40002   | Segovia   | Segovia                      |
|        | Adrados                             | 123              | 18,19      | 7                | 40003   | Cuéllar   | Cuéllar                      |
|        | Aguilafuente                        | 564              | 60,57      | 9                | 40004   | Cuéllar   | Cuéllar                      |
|        | Alconada de Maderuelo               | 26               | 12,07      | 2                | 40005   | Sepúlveda | Riaza                        |
|        | Aldealcorvo                         | 18               | 6,08       | 3                | 40006   | Sepúlveda | Sepúlveda                    |
|        | Aldealengua de Pedraza              | 79               | 35,18      | 2                | 40007   | Segovia   | Sepúlveda                    |
|        | Aldealengua de Santa María          | 59               | 19,73      | 3                | 40008   | Sepúlveda | Riaza                        |
|        | Aldeanueva de la Serrezuela         | 42               | 20,39      | 2                | 40009   | Sepúlveda | Riaza                        |
|        | Aldeanueva del Codonal              | 108              | 22,09      | 5                | 40010   | Cuéllar   | Santa María la Real de Nieva |
|        | Aldea Real                          | 287              | 25,28      | 11               | 40012   | Cuéllar   | Segovia                      |
|        | Aldeasoña                           | 67               | 18,62      | 4                | 40013   | Sepúlveda | Sepúlveda                    |
|        | Aldehorno                           | 59               | 11,92      | 5                | 40014   | Sepúlveda | Riaza                        |
|        | Aldehuela del Codonal               | 24               | 13,42      | 2                | 40015   | Cuéllar   | Santa María la Real de Nieva |
|        | Aldeonte                            | 55               | 20,56      | 3                | 40016   | Sepúlveda | Sepúlveda                    |
|        | Anaya                               | 119              | 15,19      | 8                | 40017   | Cuéllar   | Segovia                      |
|        | Añe                                 | 66               | 11,62      | 6                | 40018   | Cuéllar   | Santa María la Real de Nieva |
|        | Arahuetes                           | 31               | 16,36      | 2                | 40019   | Segovia   | Sepúlveda                    |
|        | Arcones                             | 180              | 31,75      | 6                | 40020   | Segovia   | Sepúlveda                    |
|        | Arevalillo de Cega                  | 18               | 11,59      | 2                | 40021   | Segovia   | Sepúlveda                    |
|        | Armuña                              | 241              | 45,84      | 5                | 40022   | Cuéllar   | Santa María la Real de Nieva |
|        | Ayllón                              | 1.105            | 128,95     | 9                | 40024   | Sepúlveda | Riaza                        |
|        | Barbolla                            | 150              | 26,13      | 6                | 40025   | Sepúlveda | Sepúlveda                    |
|        | Basardilla                          | 136              | 19,02      | 7                | 40026   | Segovia   | Segovia                      |
|        | Bercial                             | 105              | 20,83      | 5                | 40028   | Cuéllar   | Santa María la Real de Nieva |
|        | Bercimuel                           | 36               | 12,17      | 3                | 40029   | Sepúlveda | Sepúlveda                    |
|        | Bernardos                           | 463              | 29,13      | 16               | 40030   | Cuéllar   | Santa María la Real de Nieva |
|        | Bernuy de Porreros                  | 1.247            | 9,27       | 135              | 40031   | Segovia   | Segovia                      |
|        | Boceguillas                         | 721              | 41,54      | 17               | 40032   | Sepúlveda | Sepúlveda                    |
|        | Brieva                              | 86               | 13,70      | 6                | 40033   | Segovia   | Segovia                      |
|        | Caballar                            | 75               | 16,83      | 4                | 40034   | Segovia   | Segovia                      |
|        | Cabañas de Polendos                 | 199              | 26,41      | 8                | 40035   | Segovia   | Segovia                      |
|        | Cabezuela                           | 656              | 35,25      | 19               | 40036   | Sepúlveda | Sepúlveda                    |
|        | Calabazas de Fuentidueña            | 25               | 14,79      | 2                | 40037   | Sepúlveda | Sepúlveda                    |
|        | Campo de San Pedro                  | 259              | 37,57      | 7                | 40039   | Sepúlveda | Riaza                        |
|        | Cantalejo                           | 3.558            | 79,43      | 45               | 40040   | Sepúlveda | Sepúlveda                    |
|        | Cantimpalos                         | 1.427            | 26,29      | 54               | 40041   | Cuéllar   | Segovia                      |
|        | Carabias                            | 54               | 25,86      | 2                | 40161   | Sepúlveda | Riaza                        |
|        | Carbonero el Mayor                  | 2.502            | 66,35      | 38               | 40043   | Cuéllar   | Segovia                      |
|        | Carrascal del Río                   | 136              | 30,52      | 4                | 40044   | Sepúlveda | Sepúlveda                    |
|        | Casla                               | 155              | 17,59      | 9                | 40045   | Segovia   | Sepúlveda                    |
|        | Castillejo de Mesleón               | 110              | 27,24      | 4                | 40046   | Sepúlveda | Sepúlveda                    |
|        | Castro de Fuentidueña               | 48               | 19,72      | 2                | 40047   | Sepúlveda | Sepúlveda                    |
|        | Castrojimeno                        | 31               | 18,32      | 2                | 40048   | Sepúlveda | Sepúlveda                    |
|        | Castroserna de Abajo                | 32               | 12,62      | 3                | 40049   | Segovia   | Sepúlveda                    |
|        | Castroserracín                      | 24               | 21,05      | 1                | 40051   | Sepúlveda | Sepúlveda                    |
|        | Cedillo de la Torre                 | 81               | 23,74      | 3                | 40052   | Sepúlveda | Riaza                        |
|        | Cerezo de Abajo                     | 145              | 19,89      | 7                | 40053   | Segovia   | Sepúlveda                    |
|        | Cerezo de Arriba                    | 134              | 48,86      | 3                | 40054   | Segovia   | Sepúlveda                    |
|        | Chañe                               | 741              | 35,26      | 21               | 40065   | Cuéllar   | Cuéllar                      |
|        | Cilleruelo de San Mamés             | 35               | 9,73       | 4                | 40055   | Sepúlveda | Riaza                        |
|        | Cobos de Fuentidueña                | 28               | 13,85      | 2                | 40056   | Sepúlveda | Sepúlveda                    |
|        | Coca                                | 1.703            | 98,45      | 17               | 40057   | Cuéllar   | Santa María la Real de Nieva |
|        | Codorniz                            | 307              | 64,28      | 5                | 40058   | Cuéllar   | Santa María la Real de Nieva |
|        | Collado Hermoso                     | 118              | 16,38      | 7                | 40059   | Segovia   | Segovia                      |
|        | Condado de Castilnovo               | 79               | 23,85      | 3                | 40060   | Sepúlveda | Sepúlveda                    |
|        | Corral de Ayllón                    | 77               | 18,06      | 4                | 40061   | Sepúlveda | Riaza                        |
|        | Cozuelos de Fuentidueña             | 105              | 15,24      | 7                | 40902   | Sepúlveda | Cuéllar                      |
|        | Cubillo                             | 73               | 20,50      | 4                | 40062   | Segovia   | Segovia                      |
|        | Cuéllar                             | 9.530            | 273,33     | 35               | 40063   | Cuéllar   | Cuéllar                      |
|        | Cuevas de Provanco                  | 132              | 38,45      | 3                | 40905   | Sepúlveda | Sepúlveda                    |
|        | Domingo García                      | 32               | 17,76      | 2                | 40068   | Cuéllar   | Santa María la Real de Nieva |
|        | Donhierro                           | 75               | 17,22      | 4                | 40069   | Cuéllar   | Santa María la Real de Nieva |
|        | Duruelo                             | 171              | 17,26      | 10               | 40070   | Segovia   | Sepúlveda                    |
|        | Encinas                             | 40               | 17,61      | 2                | 40071   | Sepúlveda | Sepúlveda                    |
|        | Encinillas                          | 352              | 8,27       | 43               | 40072   | Segovia   | Segovia                      |
|        | Escalona del Prado                  | 468              | 31,79      | 15               | 40073   | Cuéllar   | Segovia                      |
|        | Escarabajosa de Cabezas             | 276              | 16,04      | 17               | 40074   | Cuéllar   | Segovia                      |
|        | Escobar de Polendos                 | 166              | 39,65      | 4                | 40075   | Cuéllar   | Segovia                      |
|        | El Espinar                          | 10.145           | 205,10     | 49               | 40076   | Segovia   | Segovia                      |
|        | Espirdo                             | 1.607            | 26,01      | 62               | 40077   | Segovia   | Segovia                      |
|        | Fresneda de Cuéllar                 | 170              | 11,56      | 15               | 40078   | Cuéllar   | Cuéllar                      |
|        | Fresno de Cantespino                | 288              | 63,33      | 5                | 40079   | Sepúlveda | Riaza                        |
|        | Fresno de la Fuente                 | 77               | 17,63      | 4                | 40080   | Sepúlveda | Sepúlveda                    |
|        | Frumales                            | 120              | 27,66      | 4                | 40081   | Cuéllar   | Cuéllar                      |
|        | Fuente de Santa Cruz                | 99               | 17,62      | 6                | 40082   | Cuéllar   | Santa María la Real de Nieva |
|        | Fuente el Olmo de Fuentidueña       | 395              | 31,18      | 13               | 40083   | Sepúlveda | Cuéllar                      |
|        | Fuente el Olmo de Íscar             | 45               | 7,80       | 6                | 40084   | Cuéllar   | Cuéllar                      |
|        | Fuentepelayo                        | 772              | 30,90      | 25               | 40086   | Cuéllar   | Cuéllar                      |
|        | Fuentepiñel                         | 68               | 12,03      | 6                | 40087   | Sepúlveda | Cuéllar                      |
|        | Fuenterrebollo                      | 339              | 35,91      | 9                | 40088   | Sepúlveda | Sepúlveda                    |
|        | Fuentesaúco de Fuentidueña          | 223              | 25,85      | 9                | 40089   | Sepúlveda | Cuéllar                      |
|        | Fuentesoto                          | 100              | 29,78      | 3                | 40091   | Sepúlveda | Sepúlveda                    |
|        | Fuentidueña                         | 133              | 50,55      | 3                | 40092   | Sepúlveda | Sepúlveda                    |
|        | Gallegos                            | 93               | 21,80      | 4                | 40093   | Segovia   | Sepúlveda                    |
|        | Garcillán                           | 515              | 22,41      | 23               | 40094   | Cuéllar   | Segovia                      |
|        | Gomezserracín                       | 625              | 30,26      | 21               | 40095   | Cuéllar   | Cuéllar                      |
|        | Grajera                             | 256              | 12,69      | 20               | 40097   | Sepúlveda | Sepúlveda                    |
|        | Honrubia de la Cuesta               | 49               | 20,81      | 2                | 40099   | Sepúlveda | Riaza                        |
|        | Hontalbilla                         | 299              | 38,36      | 8                | 40100   | Cuéllar   | Cuéllar                      |
|        | Hontanares de Eresma                | 1.662            | 6,13       | 271              | 40101   | Segovia   | Segovia                      |
|        | Los Huertos                         | 170              | 17,27      | 10               | 40103   | Segovia   | Segovia                      |
|        | Ituero y Lama                       | 448              | 13,19      | 34               | 40104   | Segovia   | Santa María la Real de Nieva |
|        | Juarros de Riomoros                 | 45               | 13,89      | 3                | 40105   | Cuéllar   | Segovia                      |
|        | Juarros de Voltoya                  | 184              | 21,63      | 9                | 40106   | Cuéllar   | Santa María la Real de Nieva |
|        | Labajos                             | 106              | 20,96      | 5                | 40107   | Cuéllar   | Santa María la Real de Nieva |
|        | Laguna de Contreras                 | 115              | 19,29      | 6                | 40108   | Sepúlveda | Sepúlveda                    |
|        | Languilla                           | 84               | 26,66      | 3                | 40109   | Sepúlveda | Riaza                        |
|        | Lastras de Cuéllar                  | 307              | 65,42      | 5                | 40110   | Cuéllar   | Cuéllar                      |
|        | Lastras del Pozo                    | 64               | 32,51      | 2                | 40111   | Cuéllar   | Santa María la Real de Nieva |
|        | La Lastrilla                        | 4.697            | 9,44       | 498              | 40112   | Segovia   | Segovia                      |
|        | La Losa                             | 531              | 28,00      | 19               | 40113   | Segovia   | Segovia                      |
|        | Maderuelo                           | 101              | 94,19      | 1                | 40115   | Sepúlveda | Riaza                        |
|        | Marazoleja                          | 96               | 26,36      | 4                | 40903   | Cuéllar   | Santa María la Real de Nieva |
|        | Marazuela                           | 53               | 15,35      | 3                | 40118   | Cuéllar   | Santa María la Real de Nieva |
|        | Martín Miguel                       | 263              | 15,30      | 17               | 40119   | Cuéllar   | Segovia                      |
|        | Martín Muñoz de la Dehesa           | 307              | 17,66      | 17               | 40120   | Cuéllar   | Santa María la Real de Nieva |
|        | Martín Muñoz de las Posadas         | 249              | 45,59      | 5                | 40121   | Cuéllar   | Santa María la Real de Nieva |
|        | Marugán                             | 763              | 28,99      | 26               | 40122   | Cuéllar   | Santa María la Real de Nieva |
|        | Mata de Cuéllar                     | 263              | 20,08      | 13               | 40124   | Cuéllar   | Cuéllar                      |
|        | Matabuena                           | 207              | 21,42      | 10               | 40123   | Segovia   | Sepúlveda                    |
|        | La Matilla                          | 71               | 7,47       | 10               | 40125   | Segovia   | Sepúlveda                    |
|        | Melque de Cercos                    | 65               | 18,59      | 3                | 40126   | Cuéllar   | Santa María la Real de Nieva |
|        | Membibre de la Hoz                  | 43               | 15,68      | 3                | 40127   | Sepúlveda | Cuéllar                      |
|        | Migueláñez                          | 138              | 19,22      | 7                | 40128   | Cuéllar   | Santa María la Real de Nieva |
|        | Montejo de Arévalo                  | 161              | 35,95      | 4                | 40129   | Cuéllar   | Santa María la Real de Nieva |
|        | Montejo de la Vega de la Serrezuela | 124              | 27,85      | 4                | 40130   | Sepúlveda | Riaza                        |
|        | Monterrubio                         | 56               | 25,54      | 2                | 40131   | Segovia   | Santa María la Real de Nieva |
|        | Moral de Hornuez                    | 40               | 32,50      | 1                | 40132   | Sepúlveda | Riaza                        |
|        | Mozoncillo                          | 907              | 42,74      | 21               | 40134   | Cuéllar   | Segovia                      |
|        | Muñopedro                           | 309              | 87,21      | 4                | 40135   | Cuéllar   | Santa María la Real de Nieva |
|        | Muñoveros                           | 145              | 19,37      | 7                | 40136   | Cuéllar   | Segovia                      |
|        | Nava de la Asunción                 | 2.787            | 83,15      | 34               | 40138   | Cuéllar   | Santa María la Real de Nieva |
|        | Navafría                            | 279              | 30,47      | 9                | 40139   | Segovia   | Sepúlveda                    |
|        | Navalilla                           | 97               | 20,84      | 5                | 40140   | Sepúlveda | Sepúlveda                    |
|        | Navalmanzano                        | 1.044            | 32,79      | 32               | 40141   | Cuéllar   | Cuéllar                      |
|        | Navares de Ayuso                    | 53               | 14,84      | 4                | 40142   | Sepúlveda | Sepúlveda                    |
|        | Navares de Enmedio                  | 92               | 24,61      | 4                | 40143   | Sepúlveda | Sepúlveda                    |
|        | Navares de las Cuevas               | 25               | 18,88      | 1                | 40144   | Sepúlveda | Sepúlveda                    |
|        | Navas de Oro                        | 1.274            | 62,27      | 20               | 40145   | Cuéllar   | Cuéllar                      |
|        | Navas de Riofrío                    | 439              | 14,86      | 30               | 40904   | Segovia   | Segovia                      |
|        | Navas de San Antonio                | 366              | 68,95      | 5                | 40146   | Segovia   | Segovia                      |
|        | Nieva                               | 256              | 33,81      | 8                | 40148   | Cuéllar   | Santa María la Real de Nieva |
|        | Olombrada                           | 503              | 66,51      | 8                | 40149   | Cuéllar   | Cuéllar                      |
|        | Orejana                             | 62               | 20,92      | 3                | 40150   | Segovia   | Sepúlveda                    |
|        | Ortigosa de Pestaño                 | 53               | 8,40       | 6                | 40151   | Cuéllar   | Santa María la Real de Nieva |
|        | Ortigosa del Monte                  | 587              | 15,41      | 38               | 40901   | Segovia   | Segovia                      |
|        | Otero de Herreros                   | 966              | 43,71      | 22               | 40152   | Segovia   | Segovia                      |
|        | Pajarejos                           | 24               | 8,26       | 3                | 40154   | Sepúlveda | Sepúlveda                    |
|        | Palazuelos de Eresma                | 5.968            | 36,70      | 163              | 40155   | Segovia   | Segovia                      |
|        | Pedraza                             | 349              | 31,58      | 11               | 40156   | Segovia   | Sepúlveda                    |
|        | Pelayos del Arroyo                  | 48               | 12,45      | 4                | 40157   | Segovia   | Segovia                      |
|        | Perosillo                           | 20               | 10,12      | 2                | 40158   | Cuéllar   | Cuéllar                      |
|        | Pinarejos                           | 194              | 29,72      | 7                | 40159   | Cuéllar   | Cuéllar                      |
|        | Pinarnegrillo                       | 96               | 19,52      | 5                | 40160   | Cuéllar   | Cuéllar                      |
|        | Prádena                             | 468              | 46,33      | 10               | 40162   | Segovia   | Sepúlveda                    |
|        | Puebla de Pedraza                   | 51               | 17,61      | 3                | 40163   | Segovia   | Sepúlveda                    |
|        | Rapariegos                          | 194              | 24,52      | 8                | 40164   | Cuéllar   | Santa María la Real de Nieva |
|        | Real Sitio de San Ildefonso         | 5.205            | 144,81     | 36               | 40181   | Segovia   | Segovia                      |
|        | Rebollo                             | 74               | 13,97      | 5                | 40165   | Segovia   | Sepúlveda                    |
|        | Remondo                             | 316              | 8,47       | 37               | 40166   | Cuéllar   | Cuéllar                      |
|        | Riaguas de San Bartolomé            | 27               | 11,65      | 2                | 40168   | Sepúlveda | Riaza                        |
|        | Riaza                               | 2.144            | 149,40     | 14               | 40170   | Sepúlveda | Riaza                        |
|        | Ribota                              | 43               | 21,63      | 2                | 40171   | Sepúlveda | Riaza                        |
|        | Riofrío de Riaza                    | 27               | 27,23      | 1                | 40172   | Sepúlveda | Riaza                        |
|        | Roda de Eresma                      | 253              | 9,96       | 25               | 40173   | Cuéllar   | Segovia                      |
|        | Sacramenia                          | 330              | 44,48      | 7                | 40174   | Sepúlveda | Sepúlveda                    |
|        | Samboal                             | 461              | 47,46      | 10               | 40176   | Cuéllar   | Cuéllar                      |
|        | San Cristóbal de Cuéllar            | 154              | 14,76      | 10               | 40177   | Cuéllar   | Cuéllar                      |
|        | San Cristóbal de la Vega            | 83               | 15,16      | 5                | 40178   | Cuéllar   | Santa María la Real de Nieva |
|        | San Cristóbal de Segovia            | 3.153            | 6,35       | 497              | 40906   | Segovia   | Segovia                      |
|        | San Miguel de Bernuy                | 134              | 18,32      | 7                | 40183   | Sepúlveda | Sepúlveda                    |
|        | San Pedro de Gaíllos                | 311              | 26,08      | 12               | 40184   | Sepúlveda | Sepúlveda                    |
|        | Sanchonuño                          | 1.027            | 29,27      | 35               | 40179   | Cuéllar   | Cuéllar                      |
|        | Sangarcía                           | 279              | 37,52      | 7                | 40180   | Cuéllar   | Santa María la Real de Nieva |
|        | San Martín y Mudrián                | 251              | 42,56      | 6                | 40182   | Cuéllar   | Cuéllar                      |
|        | Santa María la Real de Nieva        | 885              | 179,75     | 5                | 40185   | Cuéllar   | Santa María la Real de Nieva |
|        | Santa Marta del Cerro               | 49               | 14,85      | 3                | 40186   | Segovia   | Sepúlveda                    |
|        | Santiuste de Pedraza                | 85               | 29,04      | 3                | 40188   | Segovia   | Segovia                      |
|        | Santiuste de San Juan Bautista      | 535              | 45,57      | 12               | 40189   | Cuéllar   | Santa María la Real de Nieva |
|        | Santo Domingo de Pirón              | 51               | 27,54      | 2                | 40190   | Segovia   | Segovia                      |
|        | Santo Tomé del Puerto               | 234              | 56,79      | 4                | 40191   | Segovia   | Sepúlveda                    |
|        | Sauquillo de Cabezas                | 137              | 20,28      | 7                | 40192   | Cuéllar   | Segovia                      |
|        | Sebúlcor                            | 241              | 27,71      | 9                | 40193   | Sepúlveda | Sepúlveda                    |
|        | Segovia                             | 51.525           | 163,59     | 315              | 40194   | Segovia   | Segovia                      |
|        | Sepúlveda                           | 988              | 132,10     | 7                | 40195   | Sepúlveda | Sepúlveda                    |
|        | Sequera de Fresno                   | 47               | 13,31      | 4                | 40196   | Sepúlveda | Riaza                        |
|        | Sotillo                             | 30               | 20,33      | 1                | 40198   | Sepúlveda | Sepúlveda                    |
|        | Sotosalbos                          | 135              | 23,92      | 6                | 40199   | Segovia   | Segovia                      |
|        | Tabanera la Luenga                  | 53               | 12,88      | 4                | 40200   | Cuéllar   | Segovia                      |
|        | Tolocirio                           | 36               | 9,44       | 4                | 40201   | Cuéllar   | Santa María la Real de Nieva |
|        | Torre Val de San Pedro              | 180              | 44,41      | 4                | 40206   | Segovia   | Sepúlveda                    |
|        | Torreadrada                         | 50               | 32,86      | 2                | 40202   | Sepúlveda | Sepúlveda                    |
|        | Torrecaballeros                     | 1.496            | 42,14      | 36               | 40203   | Segovia   | Segovia                      |
|        | Torrecilla del Pinar                | 179              | 19,61      | 9                | 40204   | Sepúlveda | Cuéllar                      |
|        | Torreiglesias                       | 256              | 55,08      | 5                | 40205   | Segovia   | Segovia                      |
|        | Trescasas                           | 1.105            | 32,66      | 34               | 40207   | Segovia   | Segovia                      |
|        | Turégano                            | 1.017            | 70,78      | 14               | 40208   | Cuéllar   | Segovia                      |
|        | Urueñas                             | 98               | 32,87      | 3                | 40210   | Sepúlveda | Sepúlveda                    |
|        | Valdeprados                         | 60               | 19,45      | 3                | 40211   | Segovia   | Segovia                      |
|        | Valdevacas de Montejo               | 29               | 17,53      | 2                | 40212   | Sepúlveda | Riaza                        |
|        | Valdevacas y Guijar                 | 80               | 18,17      | 4                | 40213   | Segovia   | Segovia                      |
|        | Valle de Tabladillo                 | 74               | 16,46      | 4                | 40218   | Sepúlveda | Sepúlveda                    |
|        | Vallelado                           | 728              | 36,84      | 20               | 40219   | Cuéllar   | Cuéllar                      |
|        | Valleruela de Pedraza               | 65               | 9,70       | 7                | 40220   | Segovia   | Sepúlveda                    |
|        | Valleruela de Sepúlveda             | 52               | 15,99      | 3                | 40221   | Segovia   | Sepúlveda                    |
|        | Valseca                             | 218              | 23,20      | 9                | 40214   | Segovia   | Segovia                      |
|        | Valtiendas                          | 77               | 38,64      | 2                | 40215   | Sepúlveda | Sepúlveda                    |
|        | Valverde del Majano                 | 1.126            | 31,00      | 36               | 40216   | Cuéllar   | Segovia                      |
|        | Veganzones                          | 197              | 21,96      | 9                | 40222   | Cuéllar   | Segovia                      |
|        | Vegas de Matute                     | 339              | 21,92      | 15               | 40223   | Segovia   | Segovia                      |
|        | Ventosilla y Tejadilla              | 17               | 5,98       | 3                | 40224   | Segovia   | Sepúlveda                    |
|        | Villacastín                         | 1.525            | 109,57     | 14               | 40225   | Segovia   | Santa María la Real de Nieva |
|        | Villaverde de Íscar                 | 593              | 27,80      | 21               | 40228   | Cuéllar   | Cuéllar                      |
|        | Villaverde de Montejo               | 21               | 24,80      | 1                | 40229   | Sepúlveda | Riaza                        |
|        | Villeguillo                         | 120              | 16,69      | 7                | 40230   | Cuéllar   | Santa María la Real de Nieva |
|        | Yanguas de Eresma                   | 117              | 24,28      | 5                | 40231   | Cuéllar   | Segovia                      |
|        | Zarzuela del Monte                  | 498              | 28,38      | 18               | 40233   | Segovia   | Segovia                      |
|        | Zarzuela del Pinar                  | 408              | 17,76      | 23               | 40234   | Cuéllar   | Cuéllar                      |
|        | Provinz Segovia                     | 156.788          | 6.979,06   | 22               | 40000   | –         | –                            |

- Karte mit allen verlinkten Seiten:
- OSM |
- WikiMap